# Xabier Olarra
Xabier Olarra, né le 5 septembre 1953 à Tolosa, est un écrivain et traducteur de romans noirs et de romans de mystère en langue basque. 
Licencié en philosophie et lettres (spécialisé en langues romanes), il enseigne le basque et la littérature basque pendant plusieurs années. Il est traducteur pour le gouvernement de Navarre depuis 1988. Avec Joseba Urteaga et Jose Manuel Gonzalez, ils lancent en 1989 les Éditions Igela (« La grenouille » en basque).
En 2012, il reçoit avec Arantzazu Royo le prix Euskadi dans la catégorie « Traduction littéraire en langue basque » pour son livre Jakobian eraikina.